# Phoneutria bahiensis
Phoneutria bahiensis är en spindelart som beskrevs av Simó och Antonio D. Brescovit 200. Phoneutria bahiensis ingår i släktet Phoneutria och familjen Ctenidae. Inga underarter finns listade i Catalogue of Life.